# Mwaro (provins)

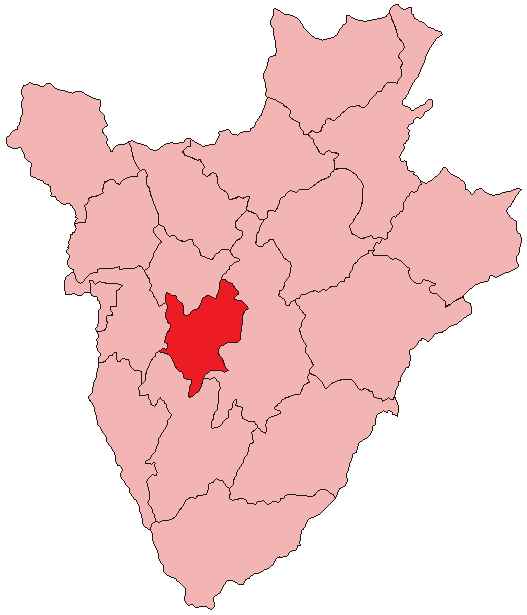
Läge i Burundi.

Mwaro är en av Burundis 18 provinser. Huvudorten är Mwaro. Provinsen har en yta på 840 km² och 273 143 invånare (2008).